# Свети Атанасий (Пилорик)
Вижте пояснителната страница за други значения на Свети Атанасий.
„Свети Атанасий“ или „Свети Атанас“ (на гръцки: Άγιος Αθανάσιος) е възрожденска православна църква в ениджевардарското село Пилорик (Пендаплатанос), Гърция, част от Воденската, Пелска и Мъгленска епархия.
Църквата е гробищна и е построена в началото на XIX век в западния край на селото. В архитектурно отношение храмът е трикорабна базилика с нартекс, женска църква, полукръгла апсида и трем на юг. Изградена е от камъни, по четирите ъгли – дялани. Оцелял е резбован таван с образа на Христос Вседържител от 1886 година. Резбованият, многоъгълен иконостас има икони от 1846 година. В гробището има стари каменни кръгли кръстове.
До построяването на „Успение Богородично“ в 1860 година в „Свети Атанасий“ се черкува православното население от Енидже Вардар.
Църквата е обявена за исторически паметник на 23 февруари 1995 година.